# Circuit de Pedralbes
Der Circuit de Pedralbes (Spanisch Circuito de Pedralbes) war eine temporäre Straßen-Rennstrecke in Barcelona, die in den Nachkriegsjahren Ende der 40er- und Anfang der 50er-Jahre mehrere hochrangige Motorsport-Veranstaltungen beherbergte. Unter anderem war sie Austragungsort des ersten Spanischen Formel-1-GP.

## Geschichte
Der Kurs wurde erstmals 1946 am westlichen Stadtrand Barcelonas eröffnet. Die erste Version war ein 4,465 km langer Dreieckskurs mit nur 4 Kurven. Er enthielt breite Straßen und ausgedehnte, weitläufige Kurven. 1950 ereignete sich auch der einzige tödliche Unfall auf dem Kurs bei dem im Laufe eines Rennens 3 Zuschauer starben.
Anfang der 1950er Jahre fand hier zweimal der Große Preis von Spanien der Formel 1 statt. Anlässlich der ersten Ausgabe 1951 wurde der Kurs auf 6.316 km verlängert und die Boxengasse sowie der Start-Ziel-Bereich in den neuen Teil der Strecke verlegt. Diese Version wurde in leicht modifizierter Form auch 1954 für den zweiten spanischen GP auf dieser Strecke benutzt. Durch die hohen Top-Speeds von bis zu 280 km/h galt Peldrabes als seinerzeit schnellster Stadtkurs der Welt. Aber nach der Le-Mans-Tragödie von 1955 wurden die Sicherheitsvorkehrungen im Motorsport verschärft und der Pedralbes Circuit beherbergte keine Motorsportveranstaltungen mehr.

## Veranstaltungen
Der Stadtkurs beherbergte 4 mal zwischen 1946 und 1954 den Gran Premio de Penya Rhin. Nachdem dort bereits 1950 ein nicht zur Formel-1-WM zählendes Formel-1-Rennen auf dem Kurs stattgefunden hatte, avancierte der Kurs 1951 zum vierten Austragungsort des spanischen Grand Prix, der dort 2 Mal (1951 und 1954) stattfand.

## Statistik

### Alle Sieger von Formel-1-Rennen in Pedralbes
| Nr. | Jahr | Sieger             | Auto       | Zeit        | Streckenlänge | Runden | Ø-Tempo      | Datum       | GP von  |
| --- | ---- | ------------------ | ---------- | ----------- | ------------- | ------ | ------------ | ----------- | ------- |
| 1   | 1951 | Juan Manuel Fangio | Alfa Romeo | 2:46:54,1 h | 6,316 km      | 70     | 158,939 km/h | 28. Oktober | Spanien |
|     |      |                    |            |             |               |        |              |             | Spanien |
| 2   | 1954 | Mike Hawthorn      | Ferrari    | 3:13:52,1 h | 6,316 km      | 80     | 156,378 km/h | 24. Oktober | Spanien |